# 伦布利克
伦布利克是德国图林根州的一个市镇。总面积78.67平方公里，总人口2876人，其中男性1440人，女性1436人（2011年12月31日），人口密度37人/平方公里。